# Kano og kajak under sommer-OL 2016 - K1 1000 m (herrer)
Herrernes K-1 1000 meter under Sommer-OL 2016 fandt sted den 15. august - 16. august 2016 på Lagoa Rodrigo de Freitas ved Copacabana.

## Format
Konkurrencen blev indledt med tre indledende heats med op til otte atleter i hvert heat. De fem bedste fra hvert heat samt den bedste tid af sekserne gik videre til de to semifinaler. I semifinalerne gik de fire bedste til finalen mens de næste fire fik mulighed for at konkurrere om placeringerne fra 9 - 16 i B finalen. Indledende heats og semifinalerne blev afviklet om formiddagen den 15. august mens de to finalerunder blev afviklet om formiddagen den 16. august.